# Daniela Hunger
Daniela Hunger (n. 20 martie 1972, Berlinul de Est, RDG) este o înotătoare germană, medaliată olimpică. A participat la 2 ediții ale Jocurilor Olimpice (1988, 1992) în care a câștigat două medalii de aur, o medalie de argint și 3 medalii de bronz.